# Foxtrot (musikalbum av Dannys)
Foxtrot är ett studioalbum från 1981 med dansbandet Dannys, här under namnet Danny's Dance Band. 

## Låtlista
Sida A
1. Vid en liten fiskehamn (Jan Christer Ericsson)
2. Hold on Tight (Jeff Lynne)
3. Vackra damer (T.Widlund-D.Olsson)
4. Varje dröm (It's you) (Alfred Hansen-Acke Svensson)
5. Parisienne Walkways (Philip Linot Campbell)
6. Vi var så lyckliga (Rune Wallebom-Johnny Wendelnäs)

Sida B
1. Marie, Marie (David Alvin-Lars Wiggman)
2. The Birdie Song (Dance Birdie Dance) (W.Thomas-F.Rendall)
3. Med vinden kom en sång (Alf Robertsson-Lars Wiggman)
4. Take My Heart (In a Persian market) (A.Ketelby)
5. En morgon gryr (Morning of my life) (Sally Oldfield-Acke Svensson)
6. Räck mig din hand (Angel of Mine) (Frank Duval-Keith Almgren)